# Juan Carlos Loaiza
Juan Carlos Loaiza Mac-Leod (Lanco, 14 de octubre de 1955) es un jinete chileno de rodeo. Durante 28 años representó al Criadero Santa Isabel haciendo collera de manera exitosa con Eduardo Tamayo.
A mediados de la década de 1980 fue pionero en la técnica del encanchado al novillo junto con Eugenio Mendoza, dando un gran espectáculo para los seguidores de ese deporte. A finales de esa década comenzó a correr junto a Carlos Mondaca y ganó sus primeros dos campeonatos nacionales, antes de llegar al Criadero Santa Isabel en 1992, donde ganó siete títulos más junto a Eduardo Tamayo y Luis Eduardo Cortés.
En abril de 2012, llegó a tener ocho campeonatos nacionales, superando la marca de Ramón Cardemil, que tenía siete. Hasta la fecha es el jinete con mejor desempeño desde el año 2000, según un registro elaborado en julio de 2009 por la Federación del Rodeo Chileno. Lo anterior fue ratificado en julio de 2025, al liderar el ránking de jinetes de los primeros 25 años del siglo.
Además de ser jinete, Juan Carlos Loaiza es ingeniero en ejecución agrícola de la Universidad de Chile, sede Temuco, actual Universidad de La Frontera. A pesar de contar con ese título universitario, nunca lo ha ejercido ya que desde joven que se dedica al rodeo.

## Inicios en el rodeo
Juan Carlos Loaiza nació en Lanco, una comuna chilena ubicada en la Provincia de Valdivia, en la Región de Los Ríos. Se vio influenciado en la práctica del rodeo por su padre, Ernesto Loaiza, quien se dedicaba a ser arreglador de caballos en Melefquén, una pequeña localidad cercana a Panguipulli, donde tenía un pequeño criadero de caballos chilenos, "El Tani". El nombre de aquel criadero fue en homenaje a Estanislao Loayza, un popular boxeador iquiqueño.
Ganó su primer rodeo junto a su padre, a quien llama su maestro, en Futrono. Sus comienzos en el rodeo competitivo se remontan a mediados de la década de 1980 cuando trataba de ganarse su espacio en los corrales más reputados. Antes de ganar sus primeros títulos nacionales estudió Ingeniería Agrícola en la Universidad de Chile de Temuco, actual Universidad de La Frontera. Durante su estadía en la universidad jugaba al fútbol en un equipo de Lanco, el "Juventud", jugaba como delantero y le iba bien, incluso lo tentaron para jugar profesionalmente en Green Cross pero prefirió terminar su carrera y dedicarse al rodeo.
En sus inicios corrió bajo las órdenes de Ramón Cardemil, cuando este dirigía el Criadero Santa Elba, en Curicó. A pesar de no tener grandes resultados, a medida que pasaba el tiempo iba aprendiendo cada vez más.
Formó una gran collera (pareja de jinetes) junto a Eugenio Mendoza, conocido popularmente como Queño. Juntos comenzaron a correr de una forma distinta, que no se había visto nunca antes. Se trataba de encanchar el novillo, es decir, no correrlo por la orilla de la medialuna, sino que entrar a la cancha. Esta manera de correr fue imitada por muchos jinetes, ya que era más efectivo en las atajadas. Sin embargo los más tradicionalistas en el rodeo no veían con buenos ojos esta nueva forma de correr ya que muchos jinetes exageraban la encanchada y era muy violenta para los animales.  Con el correr de los años esos problemas terminaron con la implementación de unas banderas para limitar la entrada de los corredores hasta muy adentro de la cancha.

## Consolidación como jinete

### Los primeros campeonatos
Su primera participación en un Campeonato Nacional fue en 1974, torneo disputado en la ciudad de Talca donde no pudo clasificar a la Serie de Campeones. En esa oportunidad montaron a "Ajiaco" y "Arriero".
En el Campeonato Nacional de Rodeo de 1983 obtuvo el segundo lugar de Chile junto a Eugenio Mendoza y montando a "Barbeta" y "Relincho" con 22 puntos buenos, uno menos que los campeones Leonardo García y Daniel Rey. En el campeonato de 1986 alcanzó el tercer lugar en "Tranquerita" y "Morena Ingrata" y comenzaba a sonar el nombre de su asociación Valdivia, después de años de hegemonía de Curicó.
Después comenzó a participar junto con Carlos Mondaca. Su primer título nacional fue en el Campeonato Nacional de Rodeo de 1987 montando a "Papayero" y "Rico Raco", alcanzando un total de 22 puntos buenos y superando por un punto a Patricio Fresno y Manuel Fuentes en "Tranquilo" y "Campero". Ese campeonato fue muy recordado por la disputa en el tercer lugar ya que fueron tres las parejas de jinetes empatadas con 18 puntos. Aquella fue la primera temporada que corrieron juntos y llegaron a ser campeones, algo muy poco común en el rodeo chileno ya que, por lo general, los jinetes que logran ser campeones lo hacen después de largas temporada corriendo juntos. Su primer campeonato nacional lo ganó montando a "Papayero", que, según Loaiza, es el mejor caballo que ha corrido en su vida.
Al año siguiente, nuevamente junto a Carlos Mondaca, alcanzó su segundo título consecutivo. Por primera vez en la historia del rodeo los campeones nacionales se habían repetido el plato en los mismos caballos. Además alcanzaron un total de 35 puntos, siendo el récord nacional de puntaje para ese entonces, superando la marca de 29 puntos que tenían desde 1969 Ramón Cardemil y Ruperto Valderrama. Estos jinetes retuvieron el título gracias a tres causas bien específicas: la excelente preparación con que llegaron los caballos, llevados en un proceso seguro para que la curva de mayor rendimiento los sorprendiera precisamente en el Campeonato Nacional; la calidad innata de los potros que, por su solidez, por pegada, postura y velocidad, eran muy eficientes; y finalmente la preparación de los jinetes.
En el Campeonato Nacional de Rodeo de 1990 junto a Carlos Mondaca y a "Dormilona" y "La Bamba" empataron el segundo lugar con 25 puntos, igualando a Fernando Navarro y Alfonso Navarro en "Bracero" y "Carbonero". Se fueron al desempate pero hicieron dos puntos malos, mientras que los del Criadero Santa Elba realizaron cuatro puntos buenos y se llevaron el segundo puesto, detrás de Hugo Cardemil y José Astaburuaga en "Lechón" y "Reservado" con 31 puntos.

### Logros con el Santa Isabel

Junto a Eduardo Tamayo y defendiendo al criadero Santa Isabel, Loaiza logró los mejores resultados de su carrera.

En 1992 firmó en el Criadero Santa Isabel de Agustín Edwards Eastman y comenzó a correr junto al destacado jinete Eduardo Tamayo Órdenes, quien había sido campeón de Chile en 1977 junto a Samuel Parot.
En el Campeonato Nacional de Rodeo de 1994 corrió junto a Tamayo y montaron a "Esbelta" y "Escandaloza". Alcanzaron la suma de 35 puntos y fueron campeones de Chile, superando a Genaro Ayala y Christian Pooley en "Paipote" y "Satanás". Fue el primer título nacional para el Criadero Santa Isabel.
Al año siguiente no pudo defender su título, pero alcanzó el subcampeonato nacional junto a  Ricardo de la Fuente montando a "Es Cosa" y "Escolta" con 37 puntos, era el récord de puntaje para unos segundos campeones. Solo fueron superados por René Guzmán y José Manuel Rey en "Pretal" y "Canteado", quienes hicieron un récord de 40 puntos. 
En el Campeonato Nacional de Rodeo de 1996 alcanzó el tercer lugar junto con Eduardo Tamayo y con "Es Cosa" y "Escorpión". Hicieron 28 puntos y los campeones en esa oportunidad fueron nuevamente René Guzmán y José Manuel Rey. Ya a esa altura había estado en el ranking de jinetes durante casi todos los años desde 1986 y ya tenía tres campeonatos nacionales, además de un segundo campeonato y tres terceros lugares.
Después de tres años sin estar entre los tres primeros lugares del Campeonato Nacional, en 1999 obtuvo el segundo lugar junto a Eduardo Tamayo en "Escorpión" y "Talento" con 38 puntos, uno menos que los campeones Mario Valencia y Cristián Ramírez en "Bochinchero" y "Huachaco" de Valparaíso.  
Al comienzo del año 2000 la Federación del Rodeo Chileno elaboró un listado con los mejores jinetes y caballos del siglo XX. Loaiza estuvo dentro de los candidatos, pero finalmente eligieron a Ramón Cardemil, Ricardo de la Fuente y Juan Segundo Zúñiga. Esa lista fue criticada por muchas personas, ya que a pesar de que los nombrados eran muy buenos jinetes, se dejaron de lado a muchos destacados deportistas, entre ellos a Juan Carlos Loaiza. Sin embargo ese mismo año, durante el 52.º Campeonato Nacional, no tuvo oponentes con su compañero Tamayo. Juntos ganaron el campeonato por paliza montando a "Talento" y "Escorpión" con 40 puntos. Igualaron el récord de puntaje de 1995 y el público los ovacionó de pie e incluso algunos llevaron un bombo al más puro estilo futbolístico, aunque hubo muchos desórdenes ya que el público exigía una atajada no computada a los hermanos González de Talca. Los segundos campeones fueron Ricardo de la Fuente y Luis Eduardo Cortés en "Escándalo" y "Agravio", también del Santa Isabel, pero muy detrás con 33 puntos. Ese año tuvo el primer lugar en el cuadro de honor de jinetes con 306 puntos, seguido de lejos por su compañero Tamayo con 281. 
Al año siguiente alcanzó su quinto título y segundo consecutivo, esta vez junto a Luis Eduardo Cortés en "Batuco" y "Banquero". Totalizaron 41 puntos y se quebraban todos los récords de puntaje para un Nacional de Rodeo. Con sus cinco títulos igualó la marca que tenía desde 1968 Ruperto Valderrama, uno de los mejores jinetes de la historia que en los años 60 era conocido como el "Pelé de las medialunas". En el Campeonato Nacional de Rodeo de 2002 alcanzó un hecho histórico: por primera vez en la historia (y hasta el momento única vez) había un jinete que ganaba tres campeonatos consecutivos. Esa vez fue junto a Eduardo Tamayo en "Talento" y "Almendra" con 36 puntos, superando a Leonardo García y Cristián Pooley en "Espuelazo" y "Naquenveque", quienes hicieron 32. Fue su sexto título nacional y estaba a punto de igualar la marca de siete que tenía Ramón Cardemil, que se pensaba que nunca sería igualada o superada.  
Juan Carlos Loaiza y Eduardo Tamayo en "Estimulada" y "Barricada" totalizaron 40 puntos en el Campeonato Nacional de Rodeo de 2003, suficientes para ser campeones en cualquier rodeo. Sin embargo un joven Sebastián Walker, junto con Camilo Padilla en "Destape" y "Lucero" realizó 41 puntos empatando la marca de 2001 y negándole el séptimo título a Loaiza. Hasta la actualidad esos 40 puntos son el récord de puntaje para unos segundos campeones. En el campeonato siguiente nuevamente alcanzó el segundo lugar con la misma collera que en 2003. Ganaron el desempate a Luis Eduardo Cortés y José Urrutia, quienes hicieron 7, contra 10 de Loaiza y Tamayo. 
En el año 2004 lamentó el fallecimiento de su hermano Alejandro Loaiza, quien murió tristemente en el marco del rodeo de Los Lagos. Juan Carlos se refirió a él como: "Alejandro eras un tipo amable, amigo de sus amigos y un gran jinete. Sentimos mucho su partida, pero él siempre estará en nuestros corazones". Alejandro Loaiza fue segundo campeón de Chile en 1997 junto con Pablo Aguirre.
Quizás la presión que ejercían los espectadores y la prensa para que alcanzara la marca de Ramón Cardemil, influyó en que no llegara a las instancias finales en los campeonatos de 2005 y 2006, torneos ganado por los hermanos Claudio Hernández y Rufino Hernández con un récord de puntaje en 2006 (48 puntos buenos).

### El séptimo campeonato
En el Campeonato Nacional de Rodeo de 2007 finalmente logró ganar su séptimo título que esperaba desde 2002. Junto a su compañero de muchos años, Eduardo Tamayo y montando a "Talento" y "Fiestera", ganaron el campeonato con 38 puntos buenos, superando los 37 de Emiliano Ruiz y José Tomás Meza y a José Astaburuaga y Eugenio Navarrete. El potro "Talento" logró su tercer título empatando a "Manicero" y "Reservado" y entrando a la historia del rodeo chileno.
En el primer animal Loaiza y Tamayo lograron una tranquilidad para el segundo, ya que realizaron 11 puntos. En el segundo animal cosecharon 8 unidades, pasando a encabezar la serie. En el tercer animal volvieron a tener 8 puntos, pasando al cuarto animal con 27 puntos. Al comenzar el último animal, Loaiza y Tamayo debieron esperar su turno. Algunas colleras habían llegado a tener elevados puntajes. Una de ellas era la de Emiliano Ruiz y José Tomás Meza, quienes llegaron a los 37 puntos en "Cancionero" y "Melí". Para que los del Criadero Santa Isabel lograran el título debían realizar un mínimo de 11 puntos y al final no defraudaron al público ya que justamente marcaron 11 puntos totalizando el campeonato con 38 puntos. Después solo tenían que esperar a que la collera de José Astaburuaga y Eugenio Navarrete no marcaran más de 12 puntos ya que los podían pasar en puntaje. Finalmente solo pudieron hacer 11 puntos, totalizando el campeonato con 37 puntos y empatando el subcampeonato nacional.
Según las estadísticas, es uno de los mejores corredores de rodeo en la historia de este popular deporte, a pesar de que después de haberse consagrado campeón en el Campeonato de 2007 la prensa le preguntó si se sentía mejor que Ramón Cardemil y respondió que no ya que este último corrió en épocas distintas, corriendo sus propios caballos y arreglándolos él mismo.

## Actualidad
En el Campeonato Nacional de Rodeo de 2008 junto con Eduardo Tamayo y en "Talento" y "Fiestera", alcanzó el quinto lugar, a siete puntos de los campeones Jesús Rodríguez y Christian Pooley en "Rangoso" y "Canalla" de Cautín.
En el Campeonato Nacional de Rodeo de 2009 corrió junto a Álvaro Tamayo, hijo de Eduardo Tamayo.  Tuvieron una buena temporada, juntos corrieron los rodeos clasificatorios y llegaron a Rancagua en "Diluvio" y "Dedal". Tuvieron un buen desempeño en el Campeonato Nacional, a pesar de la poca experiencia de su compañero lograron obtener el quinto lugar con 33 puntos, a seis de los campeones Emiliano Ruiz y José Tomás Meza en "Disntinguido" y "Espinudo".
En junio de 2009 la Asociación de Rodeo de Valdivia lo escogió como el mejor jinete profesional de dicha asociación, en una ceremonia en la que también se celebró la organización del próximo Rodeo Clasificatorio de la Zona Centro-Sur en 2010.
El Campeonato Nacional de Rodeo de 2012 consagró a Loaiza como el jinete más ganador de la historia superando a Ramón Cardemil. Corriendo junto a Eduardo Tamayo, y montando a "Alabanza" y "Cantora", con la suma de 37 puntos buenos alcanzó su octavo título nacional, por su parte su compañero alcanzó su sexto título y se consagró como el tercer jinete más ganador de la historia. En aquel campeonato dejaron atrás a Diego Pacheco y Emiliano Ruiz, que con 33 puntos se consagraron segundos campeones. Por su parte la tercera ubicación fue para los jinetes Luis Fernando Corvalán y Gustavo Valdebenito, quienes realizaron 29 puntos buenos. Después de coronarse campeón por octava vez la prensa entrevistó a Loaiza y declaró lo siguiente: "Es una alegría tremenda. Lograr un octavo título es un sueño. Esto lo conseguimos, porque resultó todo muy bien".
Este jinete tiene casi todas las marcas en el Campeonato Nacional de Rodeo. Es el jinete que ha marcado más puntos en la historia, también es quien tiene más títulos nacionales y ha participado en nueve de los diez títulos de la Asociación de Rodeo de Valdivia. En 1988 y 2001 quebró el récord de puntaje en un Nacional, además de empatar en 2000 el récord de 40 puntos. Con sus 40 puntos de 2003 y los 38 de 1999, campeonatos en los que clasificó en el segundo lugar, tuvo el récord de mayor puntaje para un subcampeón. Además Loaiza y Tamayo son la collera en tener más títulos nacionales. Cabe mencionar que el potro "Talento" es, junto a "Reservado" y "Manicero", el caballo que ha ganado más títulos nacionales. Finalmente en 2002 pasó a la historia del rodeo chileno al ser el único jinete en ganar tres veces consecutivas el Campeonato Nacional. Por todas esas marcas fue elegido como el jinete número uno en un ranking elaborado en julio de 2007 a raíz de los 60 años de la Federación del Rodeo Chileno.
En 2012 superó la marca de Cardemil y en 2014 logró su noveno título, junto a Eduardo Tamayo, con quien alcanzó su sexto título corriendo juntos, superando a Cardemil y Ruperto Valderrama.
Además de sus nueve títulos nacionales y las diez veces que ha terminado número uno en el ranking anual de jinetes, Loaiza ha sido nombrado por el Círculo de Periodistas Deportivos de Chile (CPD) como mejor deportista del rodeo en seis oportunidades, llevándose el cóndor de bronce en 1984, 1987, 1988, 2002, 2007 y 2012, siendo el jinete que más veces ha alcanzado este reconocimiento.
En 2020, después de 28 años, deja el Criadero Santa Isabel y pasa al Criadero Vista Volcán. Desde agosto de 2021 es considerado un Arreglador Maestro de la Escuela Ecuestre Huasa, conforme al reglamento publicado por la Federación Deportiva Nacional del Rodeo Chileno.

## Campeonatos nacionales
| Año  | Collera             | Caballos                  | Puntaje | Asociación |
| ---- | ------------------- | ------------------------- | ------- | ---------- |
| 1987 | Carlos Mondaca      | "Rico Raco" y "Papayero"  | 22      | Valdivia   |
| 1988 | Carlos Mondaca      | "Rico Raco" y "Papayero"  | 35      | Valdivia   |
| 1994 | Eduardo Tamayo      | "Esbelta" y "Escandaloza" | 35      | Valdivia   |
| 2000 | Eduardo Tamayo      | "Talento" y "Escorpión"   | 40      | Valdivia   |
| 2001 | Luis Eduardo Cortés | "Batuco" y "Banquero"     | 41      | Valdivia   |
| 2002 | Eduardo Tamayo      | "Talento" y "Almendra"    | 36      | Valdivia   |
| 2007 | Eduardo Tamayo      | "Talento" y "Fiestera"    | 38      | Valdivia   |
| 2012 | Eduardo Tamayo      | "Alabanza" y "Cantora"    | 37      | Valdivia   |
| 2014 | Eduardo Tamayo      | "Dulzura" y "Delicada"    | 38      | Valdivia   |

### Vicecampeonatos
- 1983: Junto con Eugenio Mendoza, en "Barbeta" y "Relincho" con 22 puntos.
- 1995: Junto con Ricardo de la Fuente, en "Es Cosa" y "Escolta" con 37 puntos.
- 1998: Junto con Eduardo Tamayo, en "Estirpe" y "Escoria" con 22 puntos.
- 1999: Junto con Eduardo Tamayo, en "Talento" y "Escorpión" con 37 puntos.
- 2003: Junto con Eduardo Tamayo, en "Estimulada" y "Barricada" con 40 puntos.
- 2004: Junto con Eduardo Tamayo, en "Estimulada" y "Barricada" con 32 puntos.

### Terceros lugares
- 1986: Junto con Eugenio Mendoza, en "Tranquerita" y "Morena Ingrata" con 19 puntos.
- 1996: Junto con Eduardo Tamayo, en "Es Cosa" y "Escorpión" con 28 puntos.
- 2011: Junto con Eduardo Tamayo, en "Fantástico" y "Galanteo" con 28 puntos.
- 2015: Junto con Eduardo Tamayo, en "Dulzura" y "Delicada" con 35 puntos.
- 2018: Junto con Eduardo Tamayo, en "Isleña" e "Isaura" con 32 puntos.